# Rencontre entre le Kuomintang et le Parti communiste chinois de 2005

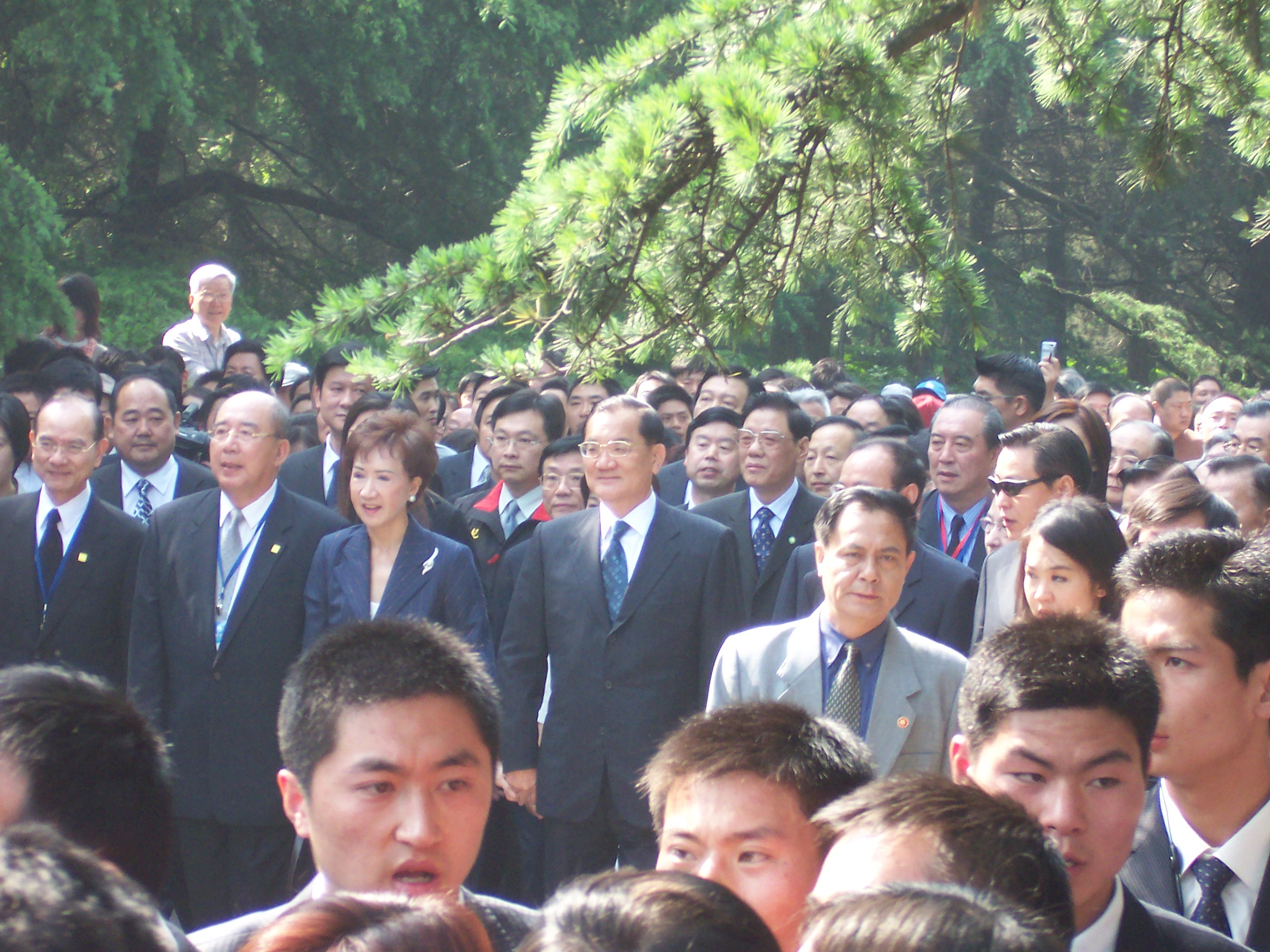
La délégation du Kuomintang à Nankin.

La rencontre du 29 avril 2005 entre le président du Kuomintang, Lien Chan, et le président du Parti communiste chinois, Hu Jintao, à Nankin marque le premier échange officiel entre les deux partis depuis la fin de la Guerre civile chinoise. À l'issue de cette rencontre, les deux parties ont émis un communiqué présentant cinq points d'accords traitant du statut de Taïwan, de la collaboration entre les deux partis politiques et de l'économie. Y figure en particulier leur opposition commune à toute indépendance de Taïwan, faisant référence au Consensus de 1992, qui affirmait l'existence d'une seule Chine, incluant la Chine continentale et Taïwan,,.
Cette visite représente le premier contact pacifique entre le Kuomintang et le Parti communiste chinois, historiquement ennemis à partir de 1927, depuis la rupture du deuxième front uni chinois et la fin de la guerre civile chinoise. Aucun représentant accrédité du Kuomintang n'avait officiellement rencontré de représentant du Parti communiste depuis la fin des pourparlers entre Tchang Kaï-chek et Mao Zedong en octobre 1945. Les deux régimes revendiquant la souveraineté sur la Chine n'avaient jamais signé de traité de paix et étaient restés officiellement en guerre jusqu'en 1991.
La controverse qui est apparue en réaction à cet accord est due au fait que le Kuomintang était à l'époque de la signature de l'accord un parti d'opposition et, à ce titre, n'avait aucune légitimité à représenter la population de Taïwan.